# Slættanes
Slættanes (duń. Slettenæs, IPA: slatːaneːs) – niezamieszkana miejscowość na Wyspach Owczych, leżącym na Morzu Norweskim terytorium zależnym Królestwa Danii. Administracyjnie miejscowość znajduje się w regionie Vágar i gminie Vága kommuna, która w powstała w roku 2009 z połączenia Miðvágs kommuna i Sandavágs kommuna.

## Geografia

### Położenie
Miejscowość Slættanes jest położona w północnej części wyspy Vágar, znajdującej się w zachodniej części archipelagu Wysp Owczych. Na południe od Slættanes znajdują się dwie, niewielkie doliny niewielkich rzek, a za nimi wzniesienie Krossafelli (545 m n.p.m.). Od wschodu osada przylega do wybrzeża cieśniny Vestmannasund, której wody niedaleko na północ wpadają do Oceanu Atlantyckiego. Od strony północnej wieś od oceanu oddziela jedynie niewielka przestrzeń, kończąca się przylądkiem Slættanestangi. Od strony zachodniej i południowo-zachodniej widoczne są wzniesienia Jatnagarðar (591 m n.p.m.) oraz Tungufelli (563 m n.p.m.).

### Klimat
Podobnie, jak na całych Wyspach Owczych w Slættanes panuje klimat umiarkowany chłodny w odmianie morskiej. Lata pozostają tam stosunkowo chłodne, temperatury rzadko przekraczają 20 °C, natomiast zimy stosunkowo ciepłe (temperatury rzadko spadają poniżej 0 °C). Jest to także rejon deszczowy, gdzie roczne sumy opadów przekraczają często 1000 mm.

## Transport
Do miejscowości obecnie da się dotrzeć jedynie za pomocą własnych nóg. Nie ma tam przystani, ani lądowiska dla helikopterów. Nie została tam również doprowadzona droga dla pojazdów, albowiem miejscowość opuszczono, zanim asfaltowe drogi stały się powszechnym dobrem zamieszkanych osiedli ludzkich na Wyspach Owczych. Długość szlaku pieszego do Slættanes z Sørvágur, to ok. 22 km w dwie strony.

## Historia

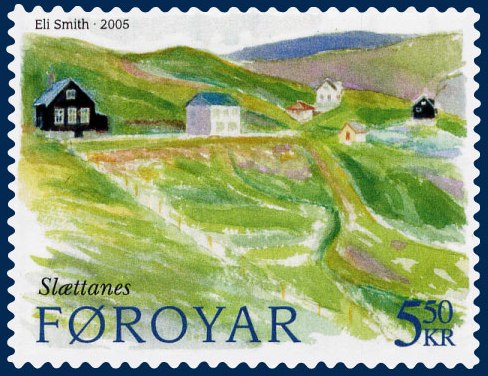
Znaczek pocztowy przedstawiający Slættanes

Pierwszym osadnikiem w Slættanes był Hendrik Thomasen, w 1835 roku. Napływ większej ludności do miejscowości rozpoczął się nieco później. Populacja osiągnęła maksymalnie ok. 130 ludzi w 12 domach pomiędzy rokiem 1945, a 1950. Później liczba ta zaczęła spadać i w 1964 lub 1965 wszyscy mieszkańcy opuścili osadę.
Zanim w Slættanes otwarto urząd pocztowy mieszkańcy na własną rękę pływali do Vestmanna po swą pocztę. Na końcu lat 30. XX wieku, lub na samym początku lat 40. powstał tam podrzędny urząd pocztowy, zarządzany przez większa jednostkę z Sørvágur. Dwa razy w tygodniu listy były stamtąd dostarczane przez zarządzającego urzędem w Slættanes. Całodzienne wędrówki były jednak męczące i próbowano wprowadzić motorówkę, kursującą raz lub dwa razy dziennie do Vestmanna, jednak okazało się to zbyt kosztowne. W roku 1947 zarządzający pocztą w Vatnsoyrar Albin Jacobsen przejął na niecały rok kontrolę nad urzędem w Slættanes. Od tamtego czasu pomiędzy Slættanes a Vestmanna kursować miała łódź pocztowa, jednak dopiero pięć lat później urząd w Slættanes trafił pod jurysdykcję urzędu w Vestmanna. W roku 1964, w związku z masowym odpływem ludności, urząd w Slættanes został ostatecznie zamknięty.